# یالند ردماین
یالند ردماین (به انگلیسی: Yealand Redmayne) یک روستا و محله مدنی در بریتانیا است که در لنکستر واقع شده‌است. یالند ردماین ۳۲۶ نفر جمعیت دارد.